# Litoria fluviatilis
Litoria fluviatilis är en groddjursart som först beskrevs av Richard G. Zweifel 1958.  Litoria fluviatilis ingår i släktet Litoria och familjen lövgrodor. IUCN kategoriserar arten globalt som otillräckligt studerad. Inga underarter finns listade i Catalogue of Life.